# Jesper Christiansen
Jesper Ringsborg Christiansen (Roskilde, Danska, 24. travnja 1978.) je danski umirovljeni nogometni vratar i bivši nacionalni reprezentativac. Kao vratar FC Kopenhagena osvojio je četiri danska prvenstva i jedan kup dok je u razdoblju od 2005. do 2007. bio tri puta proglašavan najboljim golmanom danske Superlige.
S nacionalnom reprezentacijom je nastupio na dva svjetska prvenstva: 2002. u Japanu i Južnoj Koreji te 2010. u Južnoafričkoj Republici.

## Karijera

### Klupska karijera
Kao junior, Christiansen nije namjeravao postati profesionalni nogometaš te je branio za niželigaške klubove. Međutim, dobrim nastupima je privukao interes klubova iz višeg ranga tako da mu je 1997. godine Roskilde ponudio ugovor.
Vratareva karijera je značajnije počela napredovati tek 1999. kada ga kupuje tadašnji drugoligaš Odense Boldklub. Kao prvi vratar bio je ključna karika kluba koji se uspio kvalificirati u Superligu. Nakon toga Christiansen prelazi u škotski Glasgow Rangers gdje je igrao sa sunarodnjakom Peterom Løvenkrandsom. Budući da ondje nije uspio izboriti poziciju prvog vratara, Jesper je najprije poslan na posudbu u Vejle a nakon toga u VfL Wolfsburg. To je jedan od njegovih najgorih perioda u karijeri jer je dobivao malo prilika.
Tek 2004. godine tijekom zimskog transfernog roka Christiansen se vraća u domovinu gdje potpisuje za Vejle. To je za vratara bila prekretnica jer je iskoristio dobivenu šansu te je imao impresivnu sezonu.
Nakon godine i pol u klubu, vratar u ljeto 2005. prelazi u FC Kopenhagen. Prilikom potpisivanja ugovora dodijeljen mu je dres s brojem 1 čime je automatski postao prvi izbor kluba po pitanju golmana. Za klub je debitirao 20. srpnja 2005. u 1:0 pobjedi protiv AaB-a. Budući da je tijekom sezone 2006./07. odlično branio u Ligi prvaka, igrač je na sebe privukao interes mnogih klubova, posebice Evertona koji ga je htio dovesti. Međutim, transfer nikada nije realiziran dok je vratar izrazio želju da brani u većoj ligi. Ipak, novi petogodišnji ugovor je promijenio Christiansenovu odluku.
U prvoj utakmici sezone 2007./08. protiv Nordsjællanda, vratar je skoro zabio gol nakon što je ispucao dugu loptu prema protivničkim vratima. Tijekom svibnja 2008. pojavile su se glasine da golmana želi dovesti engleski West Bromwich Albion za milijun GBP međutim to se nikad nije ostvarilo.
Nakon što se golman u sezoni 2009./10. ozlijedio u prvenstvenoj utakmici protiv Brøndbyja, klub je doveo Johana Wilanda koji je Christiansena odlično mijenjao tako da je Jesper u konačnici izgubio mjesto u prvim sastavu. Mediji su tada izvještavali da vratar želi napustiti klub a nakon što je FC Kopenhagen doveo drugog vratara Kima Christensena, Jesper je u konačnici otišao iz kluba u ljeto 2010.
U ljeto 2010. potpisao je za švedski Elfsborg koji je tada bio švedski prvak. Poslije dvije godine, golman se vraća u domovinu gdje potpisuje za Odense u kojem je branio na početku karijere.

### Reprezentativna karijera
Jesper Christiansen je član danske reprezentacije od 2002. godine kada je na Svjetskom prvenstvu 2002. bio zamjena Thomasu Sørensenu. Međutim, svoj debi u nacionalnom dresu ostvario je tek 2. lipnja 2005. u prijateljskom susretu protiv Finske. Kratko razdoblje bio je prvi vratar Danske i to u vrijeme kada se Sørensen oporavljao od ozljede.
Unatoč tome što je tijekom sezone 2009./10. branio jako malo za FC Kopenhagen, danski izbornik Morten Olsen ga je ipak u konačnici uveo na konačni popis reprezentativaca za predstojeće Svjetsko prvenstvo u Južnoj Africi 2010.
Svoju posljednju utakmicu za reprezentaciju odigrao je 27. svibnja 2010. u prijateljskom susretu protiv Senegala.

## Vanjske poveznice
- Soccerbase.com
- DBU.dk  Arhivirana inačica izvorne stranice od 7. rujna 2014. (Wayback Machine)